# Taura (Germania)
Taura è un comune di 2.575 abitanti della Sassonia, in Germania.
Appartiene al circondario (Landkreis) della Sassonia centrale (targa FG) ed è parte della comunità amministrativa (Verwaltungsgemeinschaft) di Burgstädt.